# La Vie en rose (film, 1929)
Pour les articles homonymes, voir La Vie en rose (homonymie).
Pour plus de détails, voir Fiche technique et Distribution.

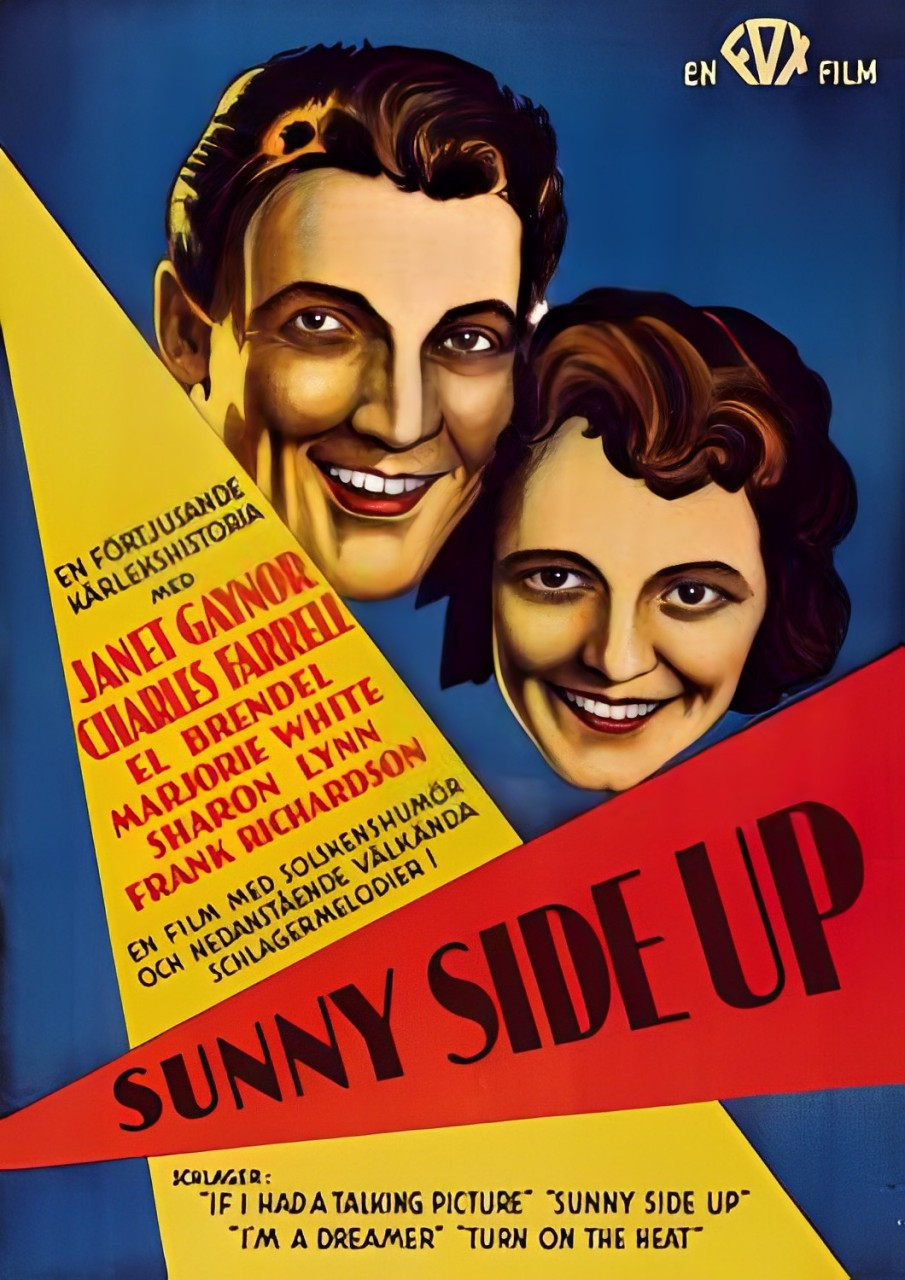
Affiche du film.

La Vie en rose (Sunny Side Up) est un film américain réalisé par David Butler, sorti en 1929.

## Synopsis
Dans un quartier pauvre de New York, Molly et son amie Bea, qui travaillent dans un grand magasin, partagent une chambre bon marché au-dessus d’une épicerie. L'idole de Molly est Jack Cromwell, un riche et bel héritier qui passe présentement l'été tout près, à Southampton, sur l'île de Long Island. 
Jack Cromwell n'est pas très heureux car sa fiancée, Jane, est distante et ne décourage pas ses autres admirateurs. Le jour de la fête de l'Indépendance des États-Unis, Jack fait une escapade en voiture et se retrouve dans une petite fête de quartier. Pour éviter de renverser un enfant, il fait une embardée et sa voiture s'écrase dans la rue. Il est ramené dans l'appartement de Molly pour récupérer. Impressionné par ses talents de chanteuse, Jack décide d'aider la jeune femme ; il l'invite, elle et ses amis, dans son manoir pour participer à un gala de charité et surtout, pour rendre sa fiancée Jane suffisamment jalouse pour qu'elle lui témoigne plus d'affection. Son plan : faire croie à Jane que Molly est riche et faire passer les amis de Molly pour ses domestiques.

## Fiche technique
- Titre français : La Vie en rose
- Titre original : Sunny Side Up
- Réalisation : David Butler
- Scénario : B. G. DeSylva, Lew Brown, Ray Henderson
- Musique : Howard Jackson, Arthur Kay, Hugo Friedhofer
- Direction artistique : Harry Oliver
- Costumes : Sophie Wachner
- Photographie : Ernest Palmer, John Schmitz
- Montage : Irene Morra
- Producteurs : David Butler, Sol M. Wurtzel, Buddy G. DeSylva
- Société de production et de distribution : Fox Film
- Pays de production :  États-Unis
- Langue d'origine : anglais américain
- Format : noir et blanc et couleur (1 séquence en Multicolor (en)) — 35 mm — projection : 1,20:1 — son : mono (Movietone et Western Electric System)
- Genre : comédie romantique, film musical
- Durée : 121 minutes
- Dates de sortie :
  - États-Unis : 3 octobre 1929
  - France : 1er août 1930

## Distribution
- Charles Farrell : Jack Cromwell
- Janet Gaynor : Molly Carr
- Marjorie White : Bea Nichols
- El Brendel : Eric Swenson
- Mary Forbes : Mme Cromwell
- Peter Gawthorne (en) : Lake
- Sharon Lynn : Jane Worth
- Frank Richardson : Eddie Rafferty
- Joe E. Brown : Joe Vitto
- Ivan Linow : le colosse souriant